# 大湖站 (江苏省)
大湖站位于江苏省徐州市云龙区，是陇海铁路和京沪高速铁路徐州联络线的接轨车站，距连云港东站200公里，距徐州东站5公里，不办理客货运输业务。
2011年6月建成连接本站至徐州东站的京沪高速铁路徐州联络线，系京沪高铁徐州联络线引入陇海线应急工程。2013年10月16日开工建设连接徐州站至大湖站的联络线，系郑徐客运专线的附属工程。联络线自徐州站引出，跨越京沪正线、货车外绕线、大郭庄机场专用线后经本站双向接入徐州东站南咽喉。下行线于7月20日开通，上行线则于2016年8月10日开通。该联络线使得经过徐州枢纽的列车进一步地“客货分离”。
大湖站原有5条到发线、2条正线，徐州至大湖联络线开通后新增两条股道于南侧外绕既有站场。